# Erwin Henning
Erwin Henning (* 19. Juni 1901 in Augsburg; † 8. März 1993 in Karlsruhe-Durlach) war ein deutscher Maler.

## Leben
Henning studierte ab 1917 an der Akademie der Bildenden Künste in München bei Hermann Groeber und Franz von Stuck, dessen Meisterschüler er ab 1919 wurde. Nach Abschluss seiner Akademiezeit 1923 arbeitete er unter anderem als Porträtmaler. 1928 erhielt er den Sir-Edward-Mond-Preis.
Bei einem durch ein Stipendium der Stadt München finanzierten Studienaufenthalt in Nizza 1930 wurde er zu einem der Hauptmotive seines Werks, den Badebildern, inspiriert. Nach seiner Rückkehr aus Frankreich trat Henning in München der Künstlergruppe Die Juryfreien bei; 1932 wurde er Mitglied in der Ausstellungsgemeinschaft 7 Münchner Maler. In der Zeit des Nationalsozialismus war Henning Mitglied der Reichskammer der bildenden Künste. Für diese Zeit ist seine Teilnahme an 12 Gruppenausstellungen sicher belegt. 1938 erhielt er das Albrecht-Dürer-Stipendium der Stadt Nürnberg. 1939 durfte er einen Ruf an die Staatsschule für angewandte Kunst nach Nürnberg nicht annehmen, da er nicht Mitglied der NSDAP war. Im Zweiten Weltkrieg war er von 1941 bis 1944 zunächst Kriegsmaler in Potsdam und Lappland, später Sanitäter im Feldlazarett 181 im Kessel von Ostpreußen. Nach seiner Rückkehr aus englischer Kriegsgefangenschaft wohnte er in Leutkirch im Allgäu. 1948 wurde Henning in die Künstlervereinigung Münchner Secession berufen. Erwin Henning war Mitglied im Deutschen Künstlerbund.
Von Henning hängt ein Porträt des Rokokobaumeisters Dominikus Zimmermann im Sitzungssaal des Landsberger Rathauses. Neben Porträts und sonstigen Abbildungen von Menschen, wie zum Beispiel in den Badebildern, ist sein Werk hauptsächlich von Landschaftsbildern geprägt.

## Familie
Erwin Henning heiratete 1939 Irma Hurt. Aus der Ehe gingen zwei Kinder hervor: Ursula (* 1942) und Wolfgang Henning (* 1946), der ebenfalls Maler wurde.
Am 8. März 1993 starb Henning im Alter von 91 Jahren in Karlsruhe-Durlach.

## Auszeichnungen
- Kunstpreis der Stadt Kempten (Allgäu), 1953
- Oberschwäbischer Kunstpreis, 1959
- Bundesverdienstkreuz der Bundesrepublik Deutschland, 1977
- Verdienstmedaille des Landes Baden-Württemberg, 1981
- Verleihung des Professorentitels durch das Land Baden-Württemberg, 1982
- Kunstpreis des Künstlerbundes Baden-Württemberg, 1988
- Ehrenbürger der Stadt Leutkirch/Allgäu, 1990
- Ehrenmitglied des Künstlerbundes Baden-Württemberg, 1992